# Koßdorf
Koßdorf er en bydel i Mühlberg ved Elben i den brandenburgske landkreis Elbe-Elster i Tyskland og ligger omkring otte kilometer nord for byen.
- Wikimedia Commons har flere filer relateret til Koßdorf

51°30′11″N 13°13′40″Ø / 51.50306°N 13.22767°Ø